# Domingos (futebolista)
Domingos Nascimento dos Santos Filho (Nazaré, 12 de dezembro de 1985) é um ex-futebolista brasileiro que atuava como zagueiro.

## Carreira

### Início
Domingos iniciou sua carreira nas categorias de base do Santos e lá conquistou seu primeiro título: o Campeonato Paulista Sub-17. Promovido para o time principal, venceu o Campeonato Brasileiro de 2004.

### Grêmio
Esteve emprestado ao Grêmio em 2005, onde sagrou-se campeão da Série B.

### Santos
O zagueiro retornou à Vila Belmiro em 2006, onde conquistou o Campeonato Paulista de 2006 e o de 2007.
Em fevereiro de 2008, durante um treino coletivo, desentendeu-se com o atacante Kléber Pereira e acertou o companheiro com uma cotovelada que quebrou o seu dente.
Domingos envolveu-se em uma nova polêmica no ano seguinte, desta vez contra o Palmeiras, em jogo válido pelas semifinais do Campeonato Paulista. O zagueiro entrou em campo no fim da partida, no lugar de Neymar, mas sequer encostou na bola e acabou expulso após uma confusão com o meia Diego Souza. Na ocasião, o Santos vencia o Palmeiras por 2 a 1 e o treinador Vagner Mancini ordenou que Domingos fizesse uma marcação individual no meia palmeirense.
| “          | Quando eu entrei, falei pro Diego: "Agora acabou, né? Você já chutou bola na trave, já fez isso e aquilo, mas agora sou eu que estou te marcando. Aqui o negócio é diferente". | ” |
| — Domingos | |   |

No dia 10 de setembro, durante um treinamento, Domingos quebrou a perna direita do goleiro Rafael Cabral após acertar-lhe um carrinho; com isso, foi afastado dos gramados pela diretoria do clube. Dias depois, foi emprestado à Portuguesa até o fim do Campeonato Paulista de 2010.

### Portuguesa
Pela Lusa, o zagueiro disputou a Série B de 2009 e o Paulistão de 2010. Entrou nas graças da torcida do Canindé, ganhando até uma camisa com os dizeres: "O Domingos é meu amigo, vai encarar?".
Em maio de 2010, após longa negociação, renovou contrato até o final do Campeonato Paulista de 2011.

### São Caetano
Foi novamente emprestado pelo Santos, dessa vez ao São Caetano, em julho de 2011. Pelo Azulão, o zagueiro atuou em apenas 12 jogos naquele ano.

### Guarani
Sem clube depois de ter deixado o Santos, Domingos assinou em definitivo com o Guarani em janeiro de 2012. O zagueiro desempenhou importante papel na campanha do vice no Campeonato Paulista, sendo um dos principais nomes da equipe. No total, atuou em 23 partidas pelo Bugre e marcou dois gols.

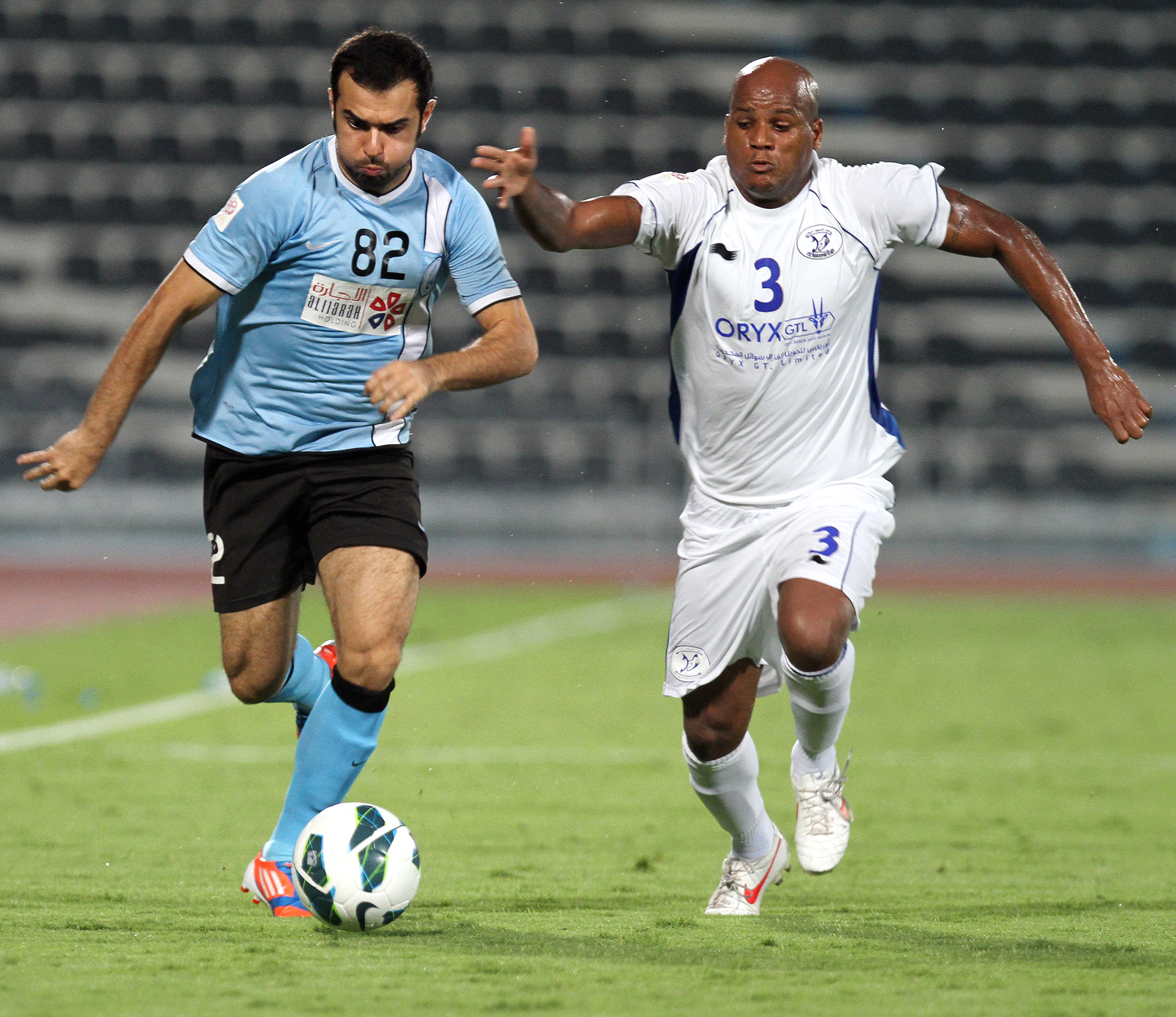
Domingos atuando pelo Al Kharaitiyat em 2012

### Al-Kharitiyath
Foi anunciado como reforço do Al-Kharitiyath, do Catar, no dia 19 de junho de 2012.

### Santo André
Após cinco anos fora do Brasil, retornou ao país no dia 30 de outubro de 2017, sendo anunciado como reforço do Santo André para a temporada 2018. O zagueiro só atuou em 10 partidas pelo clube, todas pelo Campeonato Paulista.

### Retorno ao São Caetano
Já no dia 20 de fevereiro de 2020, Domingos acertou seu retorno ao São Caetano.

### Várzea
Em fevereiro de 2023, junto do lateral Wesley e do atacante Jobson, acertou com o Vila Izabel, time de várzea tradicional da cidade de Osasco.

## Títulos
Santos
- Campeonato Brasileiro: 2004
- Campeonato Paulista: 2006 e 2007

Grêmio
- Campeonato Brasileiro - Série B: 2005

São Caetano
- Campeonato Paulista - Série A2: 2020